# Blanca de l'arç
La blanca de l'arç (Aporia crataegi) és una espècie de lepidòpter papilionoïdeu de la família dels pièrids (Pieridae) present als Països Catalans.

## Descripció
Té les ales blanques amb venes negres. Amb l'edat les seves ales passen a se translúcides però conservant les venes negres. La femella té una franja marró sobre les ales anteriors.

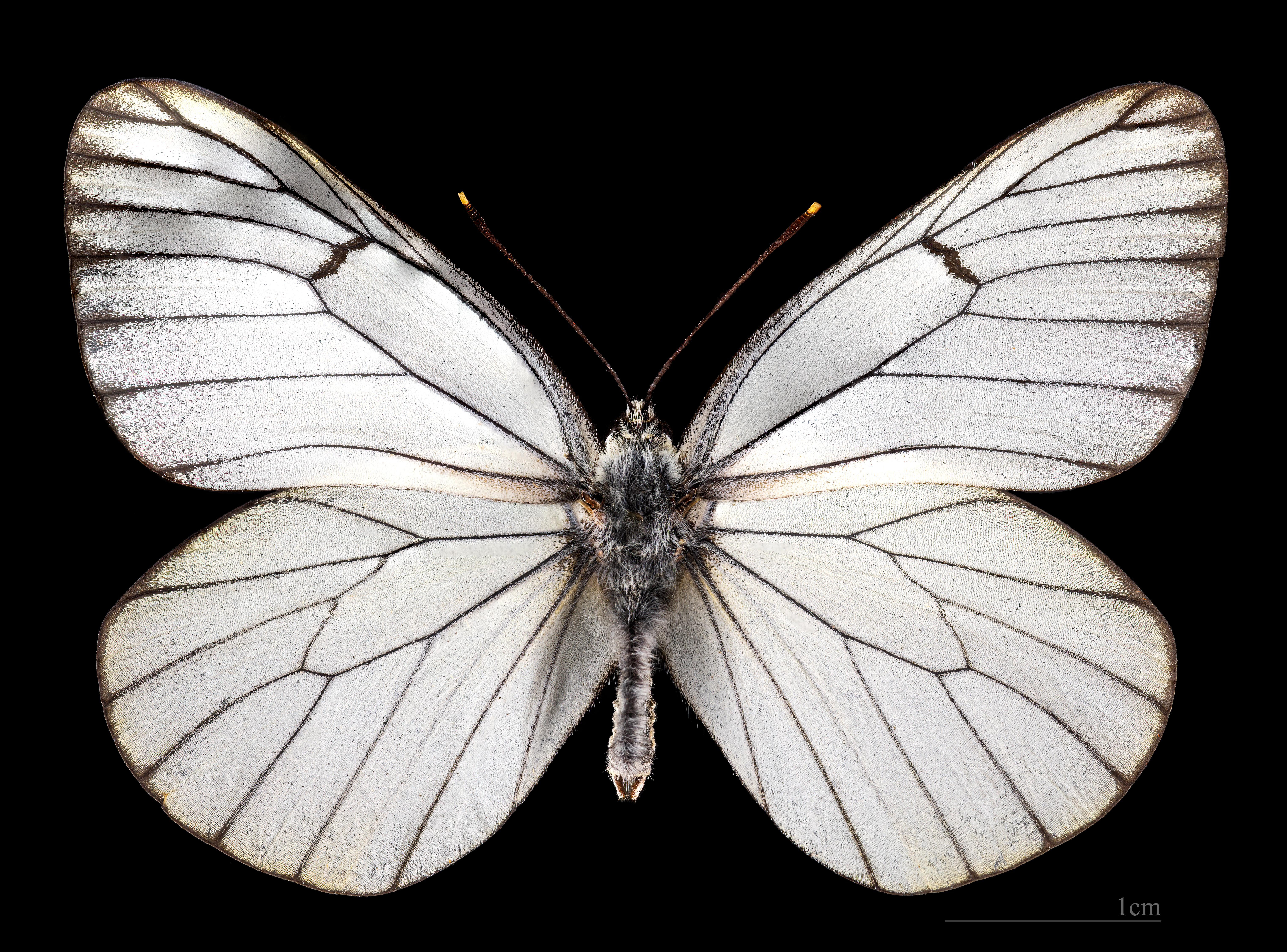
Aporia crataegi ♂
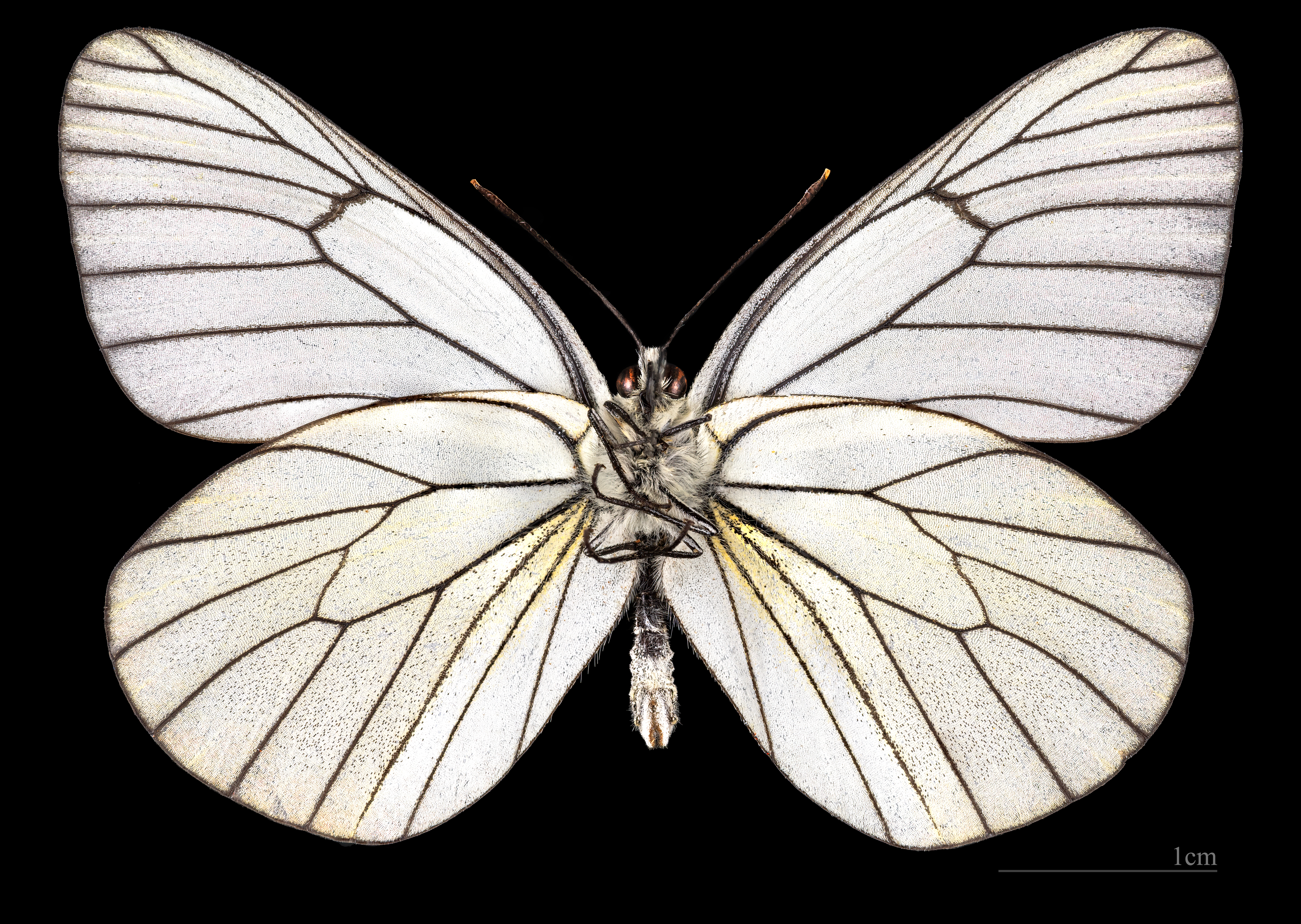
Aporia crataegi ♂ △
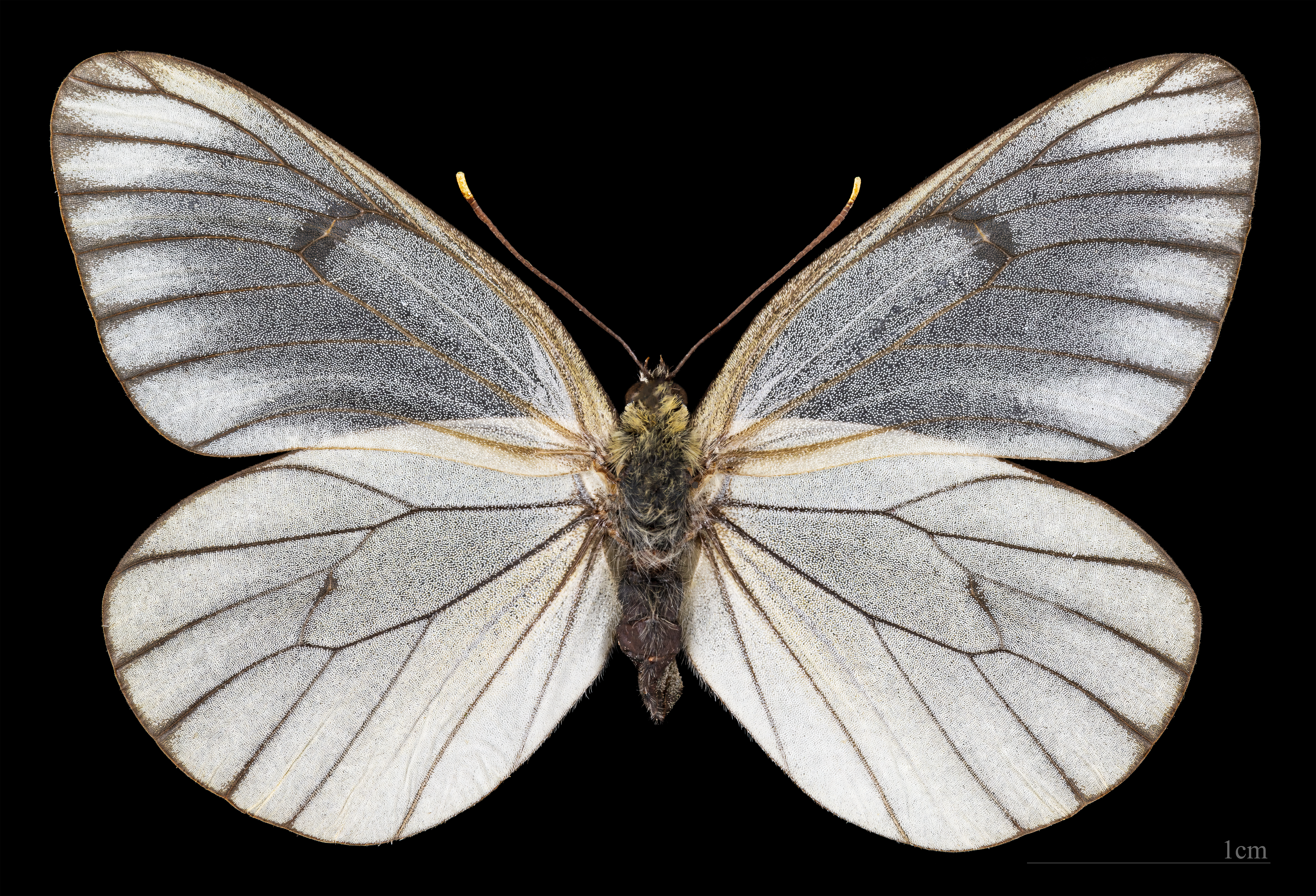
Aporia crataegi ♀
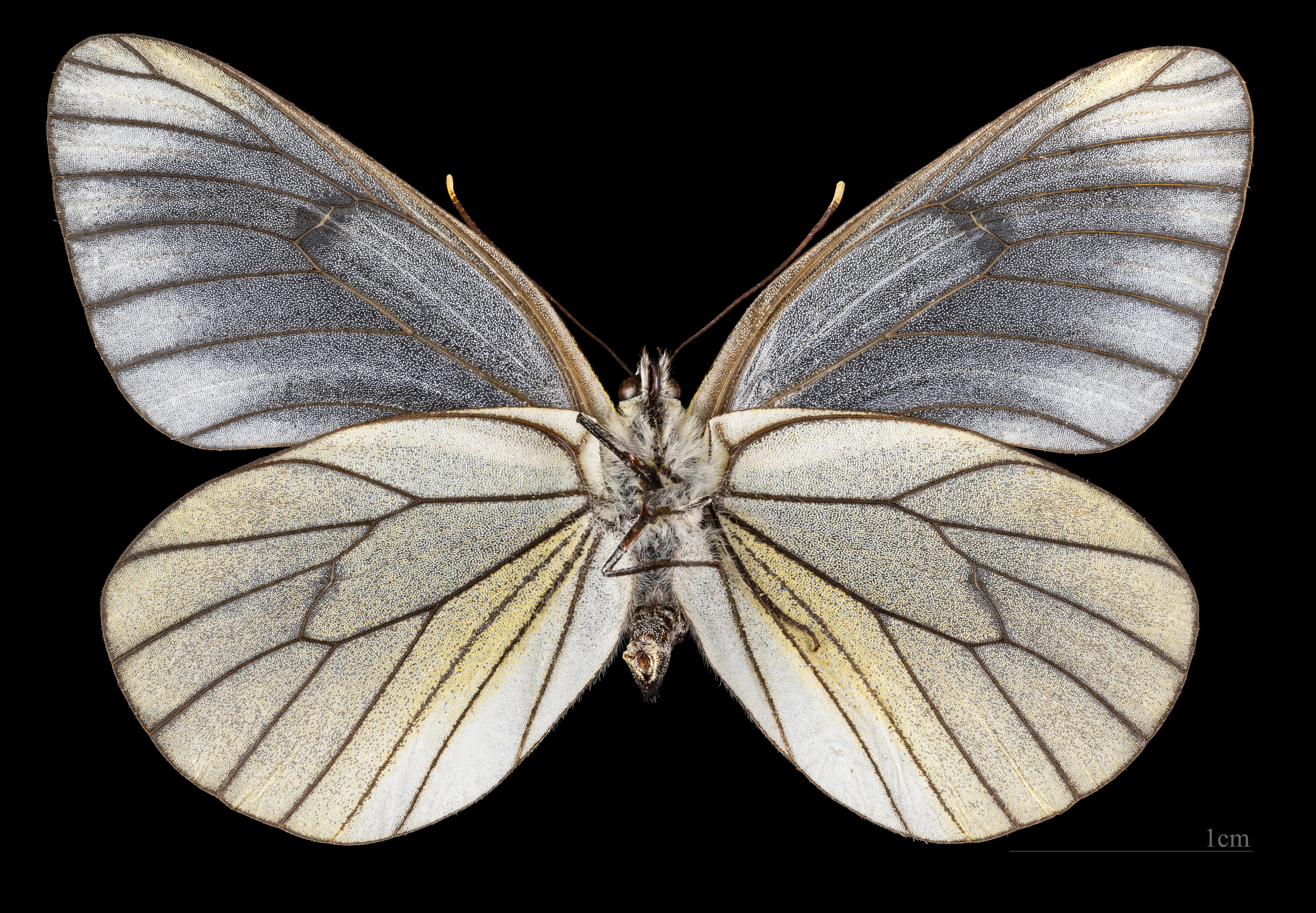
Aporia crataegi ♀ △

### Eruga

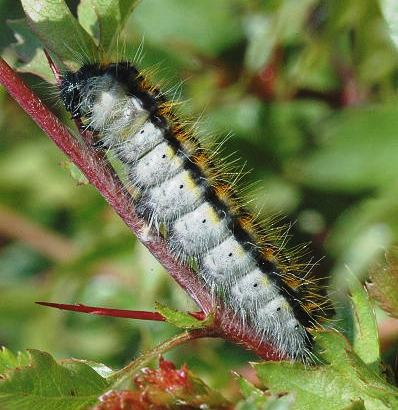
Eruga d’Aporia crataegi
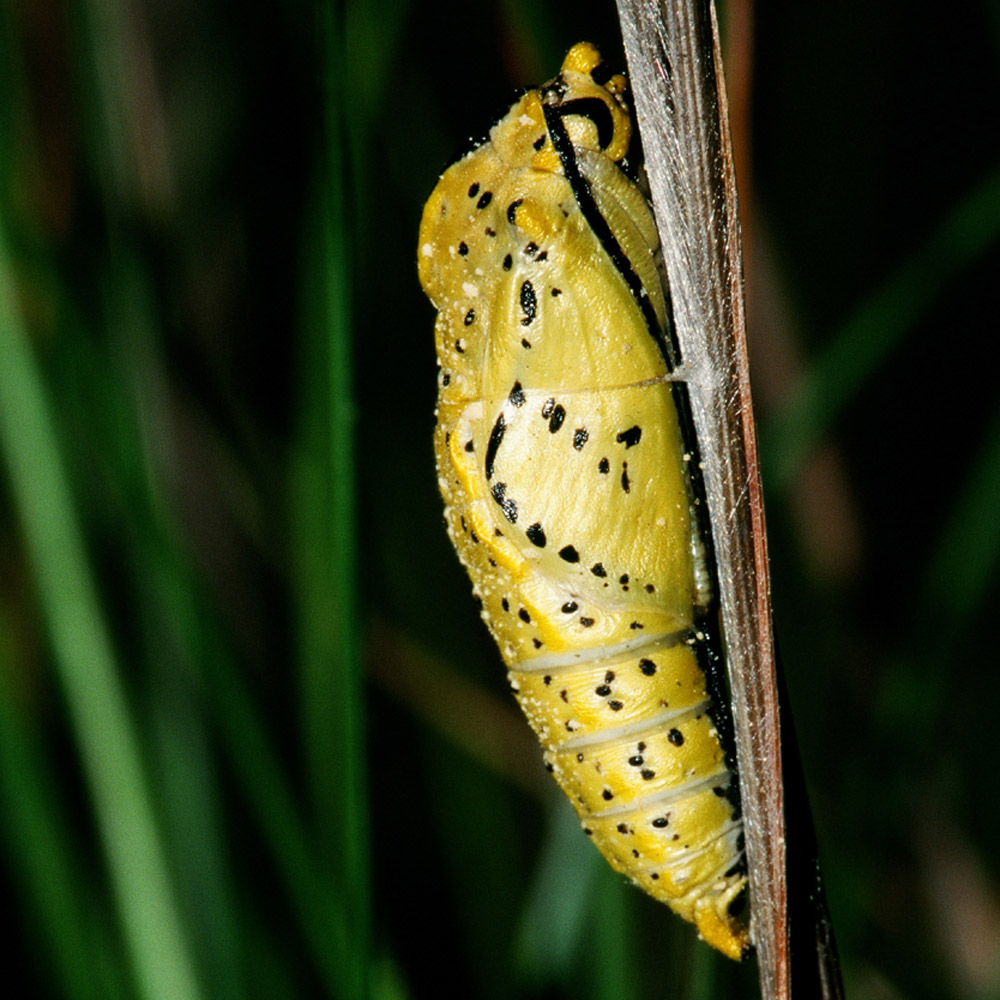
Crisàlida d’Aporia crataegi

Els ous són de color groc viu i les erugues hivernen en grup en un capoll. Les papallones surten a la primavera.

## Distribució

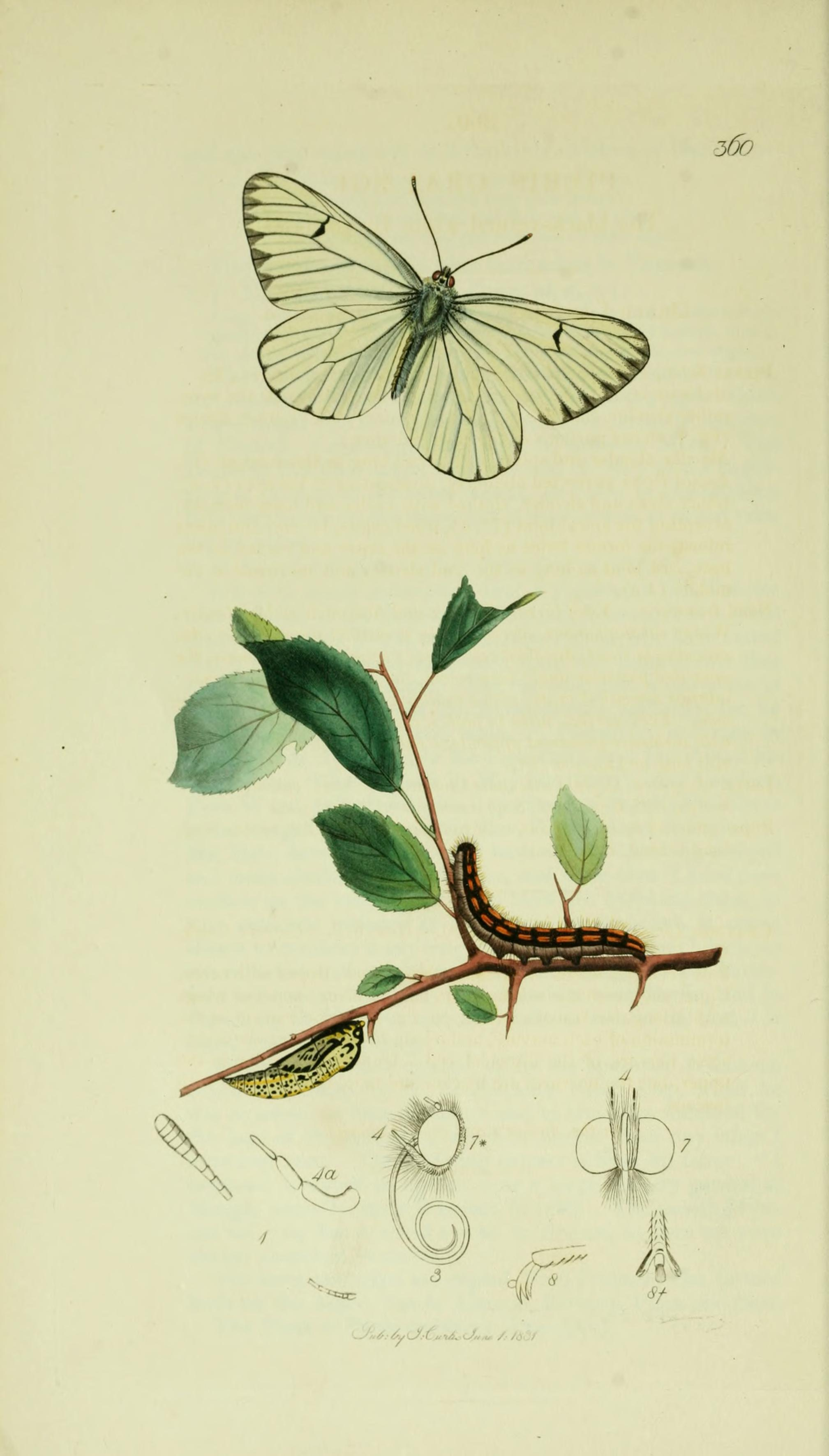
Il·lustració del volum 5 de British Entomology de John Curtis

Es troba en vergers i arbusts de la major part d'Europa excepte al nord del continent, Nord d'Àfrica, i Àsia temperada fins Corea i Japó.

## Història natural
Les erugues s'alimenta de plantes de la família de les rosàcies, com l'arç (Crataegus), plantes del gènere Prunus, com l'aranyoner (Prunus spinosa) i les pruneres (Prunus domestica), així com pereres (Pyrus communis), pomeres (Malus domestica), etc.
Vola entre abril i juliol i té una mida entre 56 i 68 mm, normalment es troba en altituds entre els 500 i 2.000 m. Les seves erugues viuen en comunitats en les branques de les plantes on s'alimenten i després es dispersen a altres parts de les plantes.

## Ecologia
Ha desaparegut de la Gran Bretanya i està en vies de desaparèixer de les planes de França, Bèlgica i Països Baixos. Sembla que la seva desaparició està motivada per l'agricultura intensiva i els plaguicides, a més de la destrucció del seu hàbitat, en particular de les tanques vegetals.